# 三島進学ゼミナール

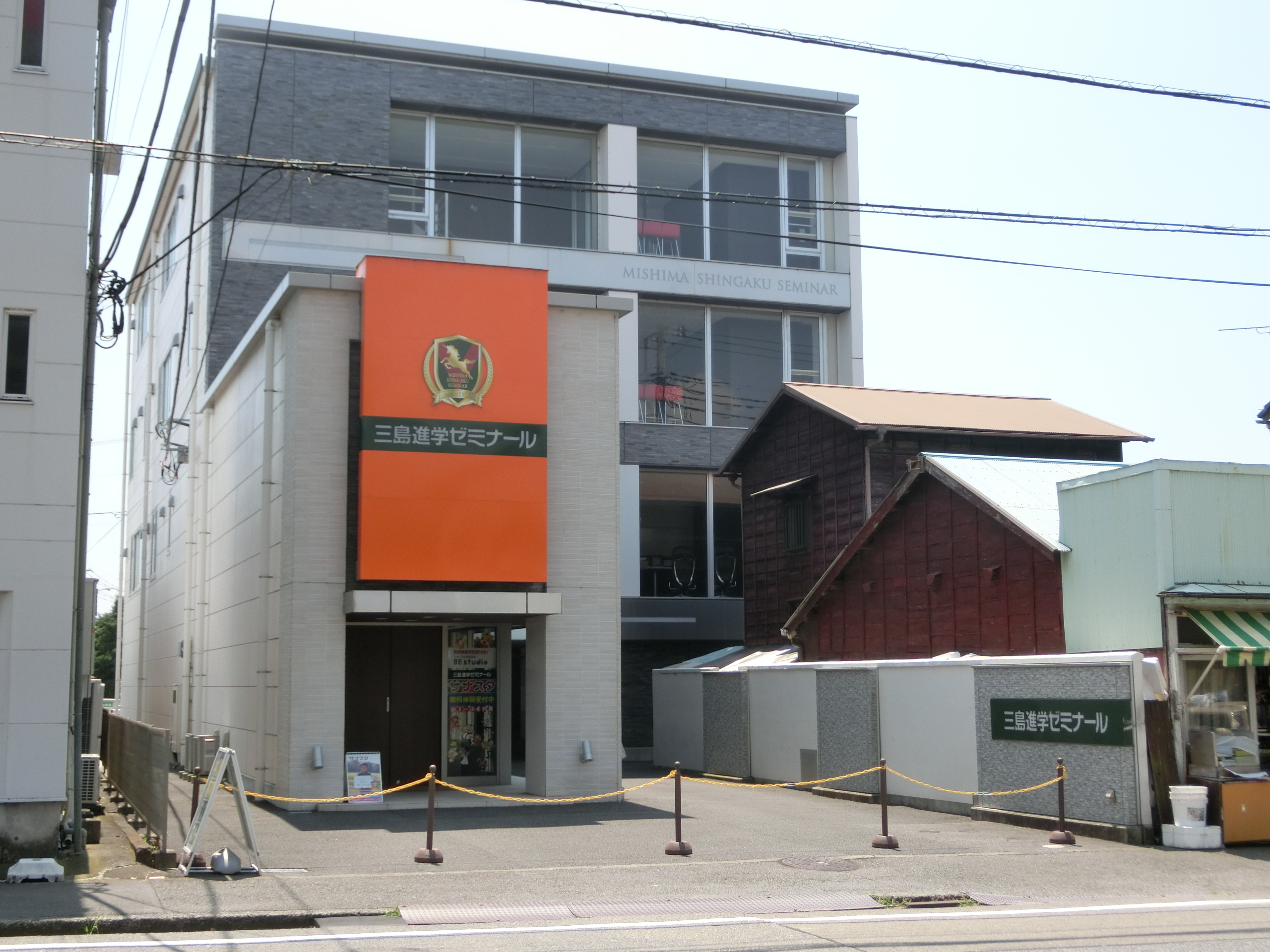
三島進学ゼミナール三島総本部校

三島進学ゼミナール（みしましんがくゼミナール）は、静岡県三島市に本部を置く、学習塾・予備校である。略称は「三進」（さんしん）もしくは「三進ゼミ」。1975年（昭和50年）に谷澤秀行により設立された。「ド根性」を校訓とし、高校受験対策を中心に教育事業を展開している。進学実績では地元のトップ校静岡県立韮山高等学校の合格者数17年連続1位（三島進学ゼミナール調べ）。また、2008年11月には大手進学塾佐鳴予備校と友好的業務提携を行っている。そのため佐鳴予備校の教育システムが一部導入されている。

## 沿革
1945年　谷澤秀行が三島市東町にて個人塾を開講。
1981年　三島市日の出町に移転。
1994年　受講生が小中学生のみで1000人を超え全国最大規模となる
1995年　開校20年を機に函南校を開設。
1998年　下土狩校を開設。
2000年　修善寺校を開設。全進学塾中、韮山高校合格者数が5年連続第1位となる。
2002年　沼津本部校を開設。
2004年　裾野校を開設。生徒総数が3,000人を突破する。また、ベネッセコーポレーションのBE studioを開設。
2006年　香貫校を開設。
2008年　佐鳴予備校と業務・資本提携を結ぶ。
2010年　伊東本部校を開設。
2012年　御殿場校を開設。
2014年　三島本部校、新校舎建築。名称を三島本部校から三島総本部校に変更。
2015年　修善寺校、新校舎建築。
2016年　高校部「ハイスクール@will」を三島駅前、韮山、沼津、御殿場の4校舎にて展開。また、サナスタを開講。小学1年生からの指導を開始。
2017年　かわせみ校、沼津間門校を開設。富士・富士宮エリアに富士高前校、富士駅前校、富士宮校を開設。高校部「ハイスクール@will」を沼津東高前、富士、富士高前の3校舎を開設。
2019年　富士吉原校を開設。
2023年　静岡県東部地区の佐鳴予備校と統合し、さなるグループ三島進学ゼミナールとして開校し、場所を旧佐鳴予備校校舎に移転（沼津本部校・御殿場校・下土狩校）。
2023年　静岡県中部地区の佐鳴予備校 静岡本部校、清水本部校をさなるグループ静岡進学ゼミナールとして新規開校し、静岡市地区に進出。

## 校舎
小中学部
| 校舎名       | 住所                     | 教室長    | 開設   | 備考                                                        |
| ------------ | ------------------------ | --------- | ------ | ----------------------------------------------------------- |
| 三島総本部校 | 三島市日の出町5-50       | 栗原 大輔 | 1981年 | 2014年に新校舎建築 名称を三島本部校より三島総本部校に変更。 |
| 沼津本部校   | 沼津市新宿町13-1         | 中村大地  | 2002年 | 2023年に統合移転。                                          |
| 伊東本部校   | 伊東市南町1丁目1-2       | 岡田 怜   | 2010年 |                                                             |
| 函南校       | 田方郡函南町仁田94-7     | 持麾 雄太 | 1995年 |                                                             |
| 下土狩校     | 駿東郡長泉町下土狩1320-1 | 神谷 崇司 | 1998年 | 2023年に統合移転。                                          |
| 修善寺校     | 伊豆市柏久保1336-1       | 黒川 裕介 | 2000年 | 2015年に新校舎建築。                                        |
| 香貫校       | 沼津市上香貫槇島町1357-2 | 井口 京律 | 2006年 |                                                             |
| 御殿場校     | 御殿場市東田中984-4      | 露木 秀人 | 2012年 | 2023年に統合移転。                                          |
| かわせみ校   | 三島市壱町田171-3        | 森田 直人 | 2017年 |                                                             |
| 富士駅前校   | 富士市水戸島本町149-9    | 勝又 秀道 | 2017年 |                                                             |
| 富士高前校   | 富士市本市場607-42       | 堀水 俊介 | 2017年 |                                                             |
| 富士宮校     | 富士宮市富士見ヶ丘119    | 鏡 真仁   | 2017年 |                                                             |
| 富士吉原校   | 富士市吉原5-4-8          | 江端 紘誠 | 2019年 |                                                             |
| 静岡本部校   | 静岡市葵区千代田1-15-30  | 鈴木 竜也 | 2023年 | 2023年に新規開校。                                          |
| 清水本部校   | 静岡市清水区有東坂2-155  | 小沢 祐輔 | 2023年 | 2023年に新規開校。                                          |

高校部(高等部・ハイスクール@will)
- 三島駅前校　（三島市寿町3-48 アキタ第2寿ビル）　　　　     （教室長　岩崎 裕彦)
- 韮山校　　　（伊豆の国市四日町284-4）　　　　　　　　　   （教室長　芦立 美幸・平 祥樹  )
- 沼津駅南口校（沼津市大手町5-3-5）　　　　 　　　　　　      （教室長　白砂  晋平）
- 沼津東高前校（沼津市岡宮1005-8）　　　　　   　　　　　　 （教室長　岩崎 裕彦）
- 御殿場校（御殿場市東田中984-4佐鳴予備校校舎内）　　　　　（教室長　渡邉  純）
- 富士本部校　（富士市吉原5-4-8三進富士吉原校内）　　　　　 （教室長　杉山 治人）
- 富士高前校　（富士市中島下町529-3）　　　　　　　　　　　（教室長　杉山 治人）

## 指導理念
| 三島進学ゼミナール教師の心得10か条 |
| 1. 教育に対する限りなき情熱を持つこと。 2. 生徒全員がわかるまで、根気よく教える粘り強さを持つこと。 3. 断片的な知識の詰めこみでなく、筋の通った話で生徒を納得させる論理的な説明を行うこと。 4. 生徒の甘えや妥協を許さない厳しさと、一人ひとりの生徒の心を思いやる優しさを持つこと。 5. 生徒一人ひとりの心理や状況を鋭く読み取る洞察力と、その変化に素早く対応する思考の柔軟性を持つこと。 6. その場かぎりの教え方ではなく、一人ひとりの将来をしっかりと見据えて指導できる、きめ細かな計画性を持つこと。 7. 厳しく迫力があると同時に、面白く、人間味に富んだ授業をすること。 8. たえず新たな授業方法・教材を開発すべく研鑽すること。 9. 大きな声で授業を行えるよう、体力を鍛えること。 10. 自分はプロだという自負を持ち、それに見合う努力を続けること。 |

## クラス

### 小中学部
| 学 年           | 学 年     | コース                                          | コース                                          | コース                                          |
| 小学部          | 小1～小4  | サナスタ                                        | サナスタ                                        | サナスタ                                        |
| 小学部          | 小4       | 小学生クラス                                    | 小学生クラス                                    | 小学生クラス                                    |
| 小学部          | 小4       | 算数・国語クラス                                |                                                 |                                                 |
| 小学部          | 小4       | 英語LLクラス                                    |                                                 |                                                 |
| 小学部          | 小5・小6  | 小学生クラス                                    | 小学生クラス                                    | 小学生クラス                                    |
| 小学部          | 小5・小6  | 算数・国語クラス                                |                                                 |                                                 |
| 小学部          | 小5・小6  | 英語LLクラス                                    |                                                 |                                                 |
| 中学部          | 中1・中2  | 中1クラス・中2クラス (英語･数学･理科･社会･国語) | 中1クラス・中2クラス (英語･数学･理科･社会･国語) | 中1クラス・中2クラス (英語･数学･理科･社会･国語) |
| 中学部          | 中3       | 中3クラス (英語･数学･理科･社会･国語)            | 中3クラス (英語･数学･理科･社会･国語)            | 中3クラス (英語･数学･理科･社会･国語)            |
| ベネッセ クラス | 年少～小3 | ベネッセの英語教室 BE studio                    | ベネッセの英語教室 BE studio                    | ベネッセの英語教室 BE studio                    |

### 高校部
- ハイスクール@will